# فوجی کیوکو
فوجی کیوکو (انگلیسی: Fuji Kyuko) شرکت ترابری ژاپنی است، که در سال ۱۹۹۱ تأسیس شد.